# Ekin
Ekin ("fer" o "abordar" en basc) fou una organització independentista i revolucionària basca creada amb l'objectiu d'agitar la societat i enfortir les lluites populars amb la finalitat de construir una nació basca moderna i competitiva. Es va constituir el 6 de novembre de 1999, prenent el nom del grup de joves nacionalistes que van donar origen a ETA, i es va dissoldre el 27 de setembre de 2011, coincidint amb el Gudari Eguna.
Des d'instàncies judicials se la va considerar com el «comissariat polític d'ETA», amb l'objectiu de vetllar pel compliment de les seves directrius entre les organitzacions de l'esquerra abertzale, així com de contribuir a la fugida d'activistes armats, la difusió de zutabes i l'organització del Gudari Eguna com a acte anual d'homenatge als membres morts d'ETA. Així mateix, també se la va considerar des de la seva creació com la successora de la Koordinadora Abertzale Sozialista (KAS), il·legalitzada el 1998 i considerada el braç polític d'ETA.

## Trajectòria
El 13 de setembre de 2000 es va dur a terme una important operació policial (anomenada «Llop negre») que va tenir com a resultat la detenció de 20 persones, suposant un cop dur a l'organització política de l'organització armada ETA. Dins d'aquesta operació, el jutge Baltasar Garzón va acusar Ekin de ser la responsable de l'estratègia de kale borroka i va afirmar que els seus membres eren els comissaris polítics d'ETA.
El 4 d'abril de 2001, Garzón va dictar una interlocutòria en què va declarar la il·licitud d'Ekin, per estimar que actuava «a nivell de codirecció subordinada» i «amb un objectiu comú» amb l'organització armada. El 31 de juliol d'aquest mateix any, el jutge va processar per pertinença o col·laboració amb ETA a 31 membres d'Ekin. També va sol·licitar al Tribunal Superior de Justícia del País Basc que investigués als parlamentaris d'Euskal Herritarrok Josu Urrutikoetxea i Jon Salaberria, en considerar-los responsables del «nucli nacional» d'Ekin.
Des d'aleshores, es va acusar Ekin de formar part de l'«entramat terrorista d'Euskadi Ta Askatasuna». El 19 de desembre de 2007, l'Audiència Nacional espanyola va dictar que les organitzacions que configuraven el denominat «front polític» d'ETA (KAS, Ekin i Xaki) formaven part de les «entranyes» i el «cor» de l'organització armada, condemnant a 46 dels 52 acusats a més de 500 anys de presó per pertinença a aquestes organitzacions, si bé el Tribunal Suprem espanyol rebaixaria les penes posteriorment.
La matinada del 14 de setembre de 2010, la Guàrdia Civil va efectuar una operació contra la direcció d'aquesta organització que es va saldar amb 9 persones arrestades. El 4 de juliol de 2011 els mitjans de comunicació van informar que ETA havia decidit la dissolució d'Ekin davant els continus cops policials que desarticulaven la seva estructura, passant a integrar els seus membres en altres estructures de l'esquerra abertzale.
L'1 d'octubre de 2011, des del diari Gara es va anunciar l'autodissolució d'Ekin a conseqüència de la reflexió duta a terme pels seus integrants, els quals van considerar que la seva existència ja no tenia sentit en el nou escenari polític d'absència de violència d'ETA.